# La Granja, Tlaxcala
La Granja är en ort i Mexiko.   Den ligger i kommunen Cuapiaxtla och delstaten Tlaxcala, i den sydöstra delen av landet, 140 km öster om huvudstaden Mexico City. La Granja ligger 2 464 meter över havet och antalet invånare är 129.
Terrängen runt La Granja är lite kuperad, och sluttar söderut. Runt La Granja är det ganska tätbefolkat, med 104 invånare per kvadratkilometer. Närmaste större samhälle är Huamantla, 11,8 km väster om La Granja. Trakten runt La Granja består till största delen av jordbruksmark.